# مجلة استخدام الأراضي والقانون البيئي
يتم نشر مجلة استخدام الأراضي والقانون البيئي مرتين في السنة في كلية القانون بجامعة ولاية فلوريدا. تأسست في 1983، وهي أول مطبوعة طلابية في فلوريدا والوحيدة في هذا المجال.  تُصنف مراجعة القانون من بين أفضل المجلات المتعلقة بقانون البيئة واستخدام الأراضي بناءً على الاستشهادات.
يتم تحرير المجلة ونشرها بالكامل من قبل طلاب القانون في كلية الحقوق بجامعة ولاية فلوريدا.  يدار من قبل مجلس تنفيذي ينتخب شعبيا سنويا من قبل الأعضاء.

## روابط خارجية
- الموقع الرسمي